# Max Ott

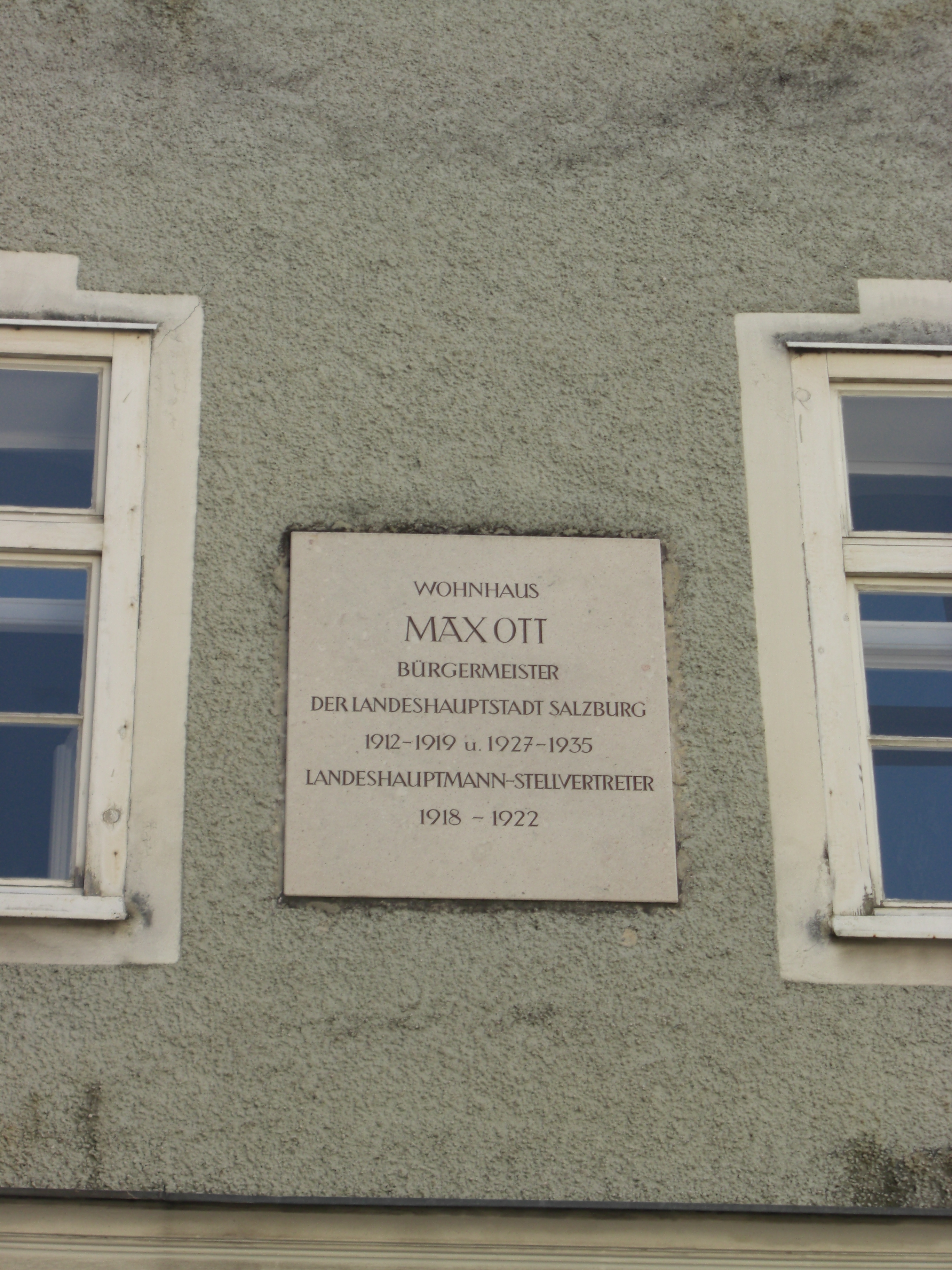
Gedenktafel für Max Ott in Salzburg, Chiemseegasse 5

Max Ott (* 2. November 1855 in Rimpach, Gemeinde Friesenhofen, heute Ortsteil von Leutkirch im Allgäu, in Württemberg; † 23. April 1941 in Salzburg) war von 1912 bis 1919 und von 1927 bis 1935 Bürgermeister der Landeshauptstadt Salzburg. Außerdem war er von 1918 bis 1919 Landeshauptmannstellvertreter von Salzburg.
1892 war Ott Rauchfangkehrer in der Pfeifergasse 10 und Genossenschafts-Vorsteher der Kaminkehrer im Kronland Salzburg.
1905 war er Mitglied des Gemeinderates und Vizebürgermeister der Stadt Salzburg.
Ott war Mitglied des Salzburger Bürgerklubs, der nach 1919/20 in Franz Dinghofers Großdeutscher Vereinigung und dann der Großdeutschen Volkspartei (GDVP) aufging. 1919 wurde er als einer der drei Präsidenten in die provisorische Landesregierung Winkler bestimmt, und in der Folge als Landeshauptmannstellvertreter bestätigt. 1927, seinerzeit lokaler Parteichef der GDPV, kehrte er in die Stadtpolitik zurück.
In seine Amtszeit fielen die Vollendung des Wiestalwerkes, die Errichtung der Fürstenbrunner Wasserleitung, der Ausbau der Stadtbahn in die Riedenburg und die Eingemeindung der Gemeinden Maxglan, Gnigl und Leopoldskron (ohne Moos), sowie von Teilen von Morzg, Bergheim, Siezenheim, Hallwang und des Ortsteils Parsch der Gemeinde Aigen bei Salzburg in die Stadt Salzburg.

## Ehrung
1930 wurde ihm zu Ehren der in der Neustadt im Schnittpunkt der Ernest-Thun-Straße, der Rainerstraße und der Markus-Sittikus-Straße gelegene Platz in Max-Ott-Platz umbenannt.